# Gymnostemon zaizou
Gymnostemon zaizou là một loài semi-deciduous cây rừng thuộc họ Simaroubaceae. Đây là loài đặc hữu của Côte d'Ivoire hiện đang bị đe dọa vì mất môi trường sống throughout its native range of the Sassandra River Basin. G. zaizou là một commercial hardwood species that is well-adapted to the heavy rainfall of phía tây Africa. Wood from this loài thân gỗ is also used locally to make barred percussion instruments.